# Mai Satoda
Mai Satoda (Satoda Mai (里田 まい?); numele real: Mai Tanaka (田中 舞?); n. 29 martie 1984, Higashi-ku⁠(d), Prefectura Hokkaidō, Japonia) este o cântăreață și model japoneză, membră a trupei Country Musume.
Soțul ei este jucătorul japonez de baseball Masahiro Tanaka.

## Link-uri externe
- ja  里田まいの里田米 - blog personal
- 里田まい Profil privat[nefuncțională]
 pe hi5
- ja  Hello! Project: profil
- ja  Up-Front Works: Discografie Mai Satoda Arhivat în 4 decembrie 2010, la Wayback Machine.
- Hello! Datenbase: Mai Satoda Arhivat în 16 iunie 2013, la Wayback Machine.
- Mai Satoda la Internet Movie Database

1. ↑  Mai Satoda, Česko-Slovenská filmová databáze
2. ↑  Nihon Tarento Meikan, 2009, accesat în 12 august 2020